# 哈莫尼 (北卡羅萊納州)
哈莫尼（英語：Harmony）是一個位於美國北卡羅萊納州艾爾代爾縣的城鎮。

## 人口
根據2020年美國人口普查的數據，哈莫尼的面積為3.53平方千米，當中陸地面積為3.51平方千米，而水域面積為0.01平方千米。當地共有人口543人，而人口密度為每平方千米154人。